# Lipoprotein majhne gostote
Liporoteini majhne gostote, tudi lipoproteini nizke gostote, (LDL, angl. Low-Density Lipoprotein) so ena od petih skupin lipoproteinov, ki prenašajo holesterol in druge maščobe po organizmu. Nastajajo v krvi iz lipoproteinov zelo majhne gostote (VLDL) preko lipoproteinov srednje gostote (IDL). Iz krvi se odstranjuje v jetra in ekstrahepatična tkiva z receptorsko posredovano endocitozo. Zvišana koncentracija LDL v krvi predstavlja dejavnik tveganja za nastanek ateroskleroze. Lipoproteine majhne gostote včasih zaradi njihovega vpliva na razvoj ateroskleroze s sproščanjem holesterola v arterijske stene imenujemo pogovorno tudi »slab holesterol« (za razliko od lipoproteinov visoke gostote, ki prenašajo holesterol iz obkrajnih tkiv v jetra in jih pogovorno imenujemo »dober holesterol«).

## Pregled
Lipoproteini prenašajo lipide oziroma maščobe po organizmu do zunajcelične tekočine ter tako s pomočjo receptorsko posredovane endocitoze prinašajo maščobe do tarčnih tkiv. Lipoproteini so komplekni delci, sestavljeni iz različnih beljakovin; v enem lipoproteinu je 80 do 100 beljakovin. Na površini kompleksa LDL je apolipoprotein, ki omogoča njegovo obstojnost v vodnem okolju, aktivacijo specifičnih encimov, vezavo na membranske receptorje ter prenos molekul med lipoproteini. Posamezen delec LDL meri v premeru okoli 220–275 angstromov in  prenaša 3000 do 6.000 maščobnih molekul. Dejanska velikost delca LDL je odvisna od števila in sestave maščobnih molekul, ki jih vsebuje. Prenaša vse vrste maščobnih molekul, prevladujejo pa holesterol, fosfolipidi in trigliceridi, njihovo razmerje pa se lahko močno razlikuje med različnimi delci.
Velja hipoteza, da visoke vrednosti LDL povečajo tveganje za srčno-žilne bolezni. Po eni od razširjenih hipotez je prva stopnja v procesu nastanka ateroskleroze endotelijska disfunkcija zaradi poškodbe žilnega endotelija. V procesu ateroskleroze se poveča prepustnost endotelija, kar omogoči tudi prehajanje lipoproteinov majhne gostote preko eličnih stikov med endotelijskimi celicami v intimo, kjer poteče oksidacija delcev LDL s pomočjo reaktivnih kisikovih in dušikovih spojin. Pri tem se sprostijo številni vnetni posredniki. Vendar pa ta hipoteza ni povsem potrjena.

## Biokemija

### Zgradba
V lipoprotinih majhne gostote se maščobne komponente emulzificirajo in tako je omogočen njihov prenos po organizmu v sicer vodnem okolju.Vsak delec LDL vsebuje molekulo apolipoproteina B-100 (Apo B-100; beljakovina iz 4536 aminokislinskih ostankov in maso 514 kDa) in 80 do 100 drugih pomožnih beljakovin. Sredica delca LDL je močno hidrofobna (vodomrzna) in vsebuje polinenasičeno maščobno kislino linoleat ter sto do več tisoč zaenstrenih ali nezaestrenih molekul holesterola (v povprečju 1500 molekul). Sredica vsebuje tudi različno število trigliceridov in drugih maščobnih molekul, obdana pa je s plaščem iz fosfolipidov in nezaestrenih molekul holesterola ter eno molekulo apolipoproteina B-100. Delec LDL meri v premeru povprečno 22 nm (0.00000087 in.) do 27.5 nm ter ima maso okoli 3 milijone daltonov. Zaradi različne vsebnosti vrste in količine posameznih maščobnih komponent se masa in velikost različnih delcev LDL razlikujeta.